# Ахметов, Абдрашит Рахимович
Абдрашит Рахимович Ахметов (каз. Әбдірәшит Рахымұлы Ахметов, 7 апреля 1924, Шетский район, КазАССР — 2000) — советский и казахстанский историк, доктор исторических наук (1970), профессор (1972), Заслуженный деятель науки КазССР (1974).

## Биография
Родился 7 апреля 1924 года в ауле Айран (ныне — Шетский район Карагандинской области Казахстана). Происходит из подрода Карсон рода Каракесек племени Аргын.
В 1942 году после окончания Алма-Атинского учётно-экономического техникума был призван в армию. Принимал участие в Великой Отечественной войне.
В 1946 году демобилизовался и поступил на исторический факультет Казахского государственного университета студентом-экстерном. В 1949 году окончил университет.
Преподавал на историческом факультете КазГУ. В 1970—1980 годах — заведующий кафедрой истории КПСС. В 1980—1986 годах — директор Института истории партии при ЦК Компартии Казахстана. В 1986—1989 годах — профессор кафедры истории КПСС в КазГУ.
Умер в 2000 году.

## Научная деятельность
Автор более 100 научных работ. Основные научные труды посвящены, истории профсоюзов Казахстана, проблемам производственной и социальной активности трудящихся.

## Сочинения
- Славный путь рабочего класса Казахстана (в соавт. с А. А. Байшиным, А. С. Рахимовым). — А.-А., 1960.
- Профсоюзы Советского Казахстана: краткий исторический очерк (в соавт. с М. И. Кузьминым-Заксом, А. С. Рахимовым). — М., 1961.
- Рабочий класс Казахстана — детище Великого Октября. — А.-А., 1967.
- Рабочий класс Казахстана в борьбе за коммунизм. — А.-А., 1970.